# Orgues de Bort
Die Orgues de Bort sind phonolithische Absonderungssäulen bei Bort-les-Orgues im französischen Département Corrèze (Region Nouvelle-Aquitaine).

## Geographie

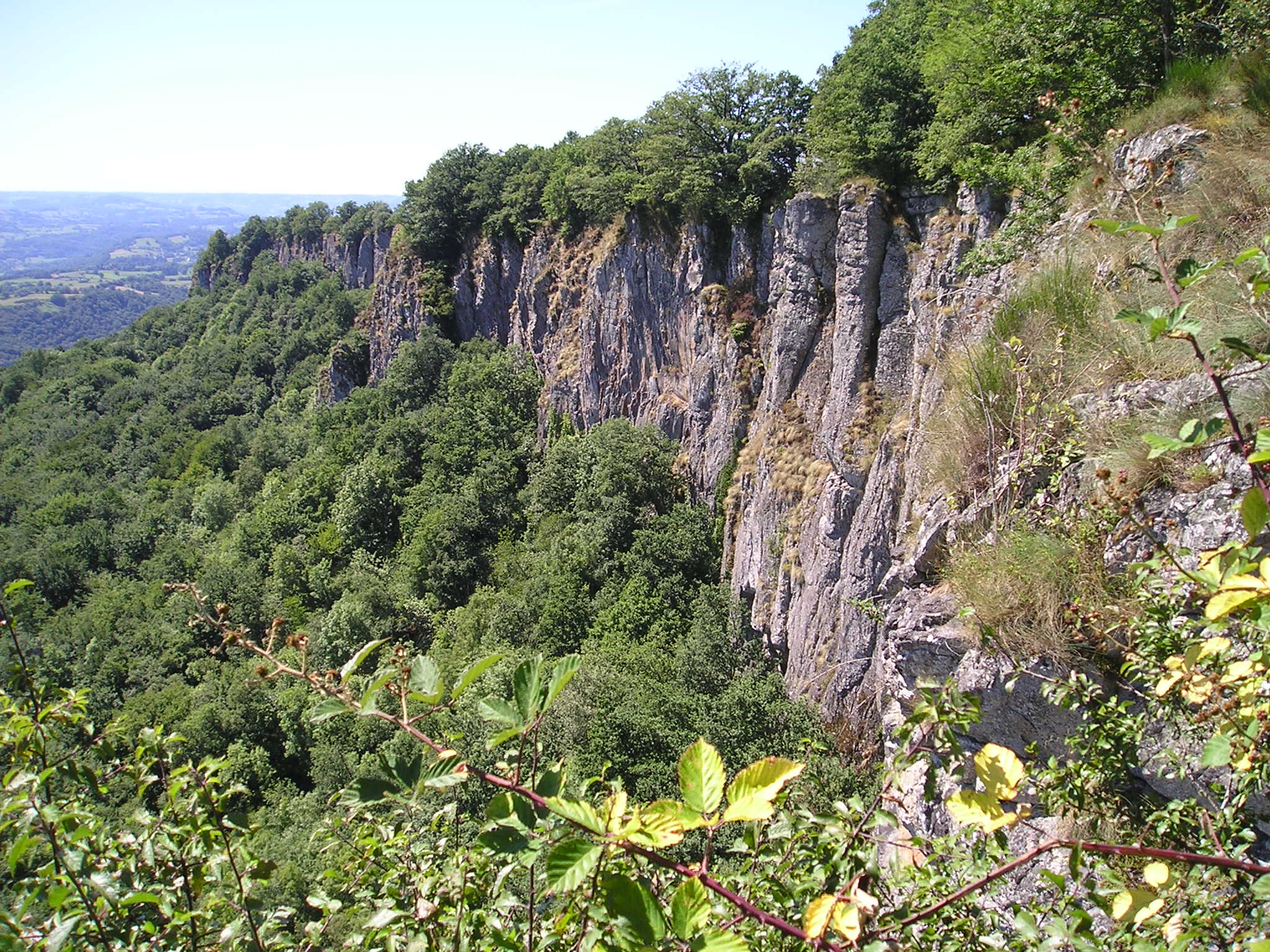
Teilansicht des Phonolithflusses bei Bort-les Orgues

Die Orgues de Bort, Deutsch Orgeln von Bort bzw. Orgelpfeifen von Bort, sind Teil eines abgekühlten Lavaflusses westlich von Bort-les-Orgues. Die Oberfläche des Flusses kulminiert auf 859 Meter Höhe über dem Meer in seinem Austrittsort La Pyramide beim Weiler Puy de Bort – einer Caldera – und überragt hier das in das kristalline Grundgebirge eingeschnittene Tal der Dordogne um gut 400 Meter. Die eigentlichen 80 bis 100 Meter hohen und 2 Kilometer weiter östlich gelegenen Orgelpfeifen erreichen jedoch nur noch 764 Meter. Ihre 1500 Meter lange Steilwand streicht Nordnordost-Südsüdwest – in etwa parallel zur 800 Meter weiter östlich fließenden Dordogne. Die Höhendifferenz zwischen Plateaurand und Fluss beträgt hier 350 Meter. Am Südende der Steilwand befinden sich eine Höhle und mehrere troglodytische Behausungen. Auf dem Plateau verläuft ein botanischer Lehrpfad und ein Panorama-Aussichtspunkt (Französisch belvédère)
mit naheliegendem Kiosk, Ausschank und Parkplatz gestattet bei guter Wetterlage einen beeindruckenden Rundblick über die Monts Dore, die Artense und den Cantal.

## Geologie

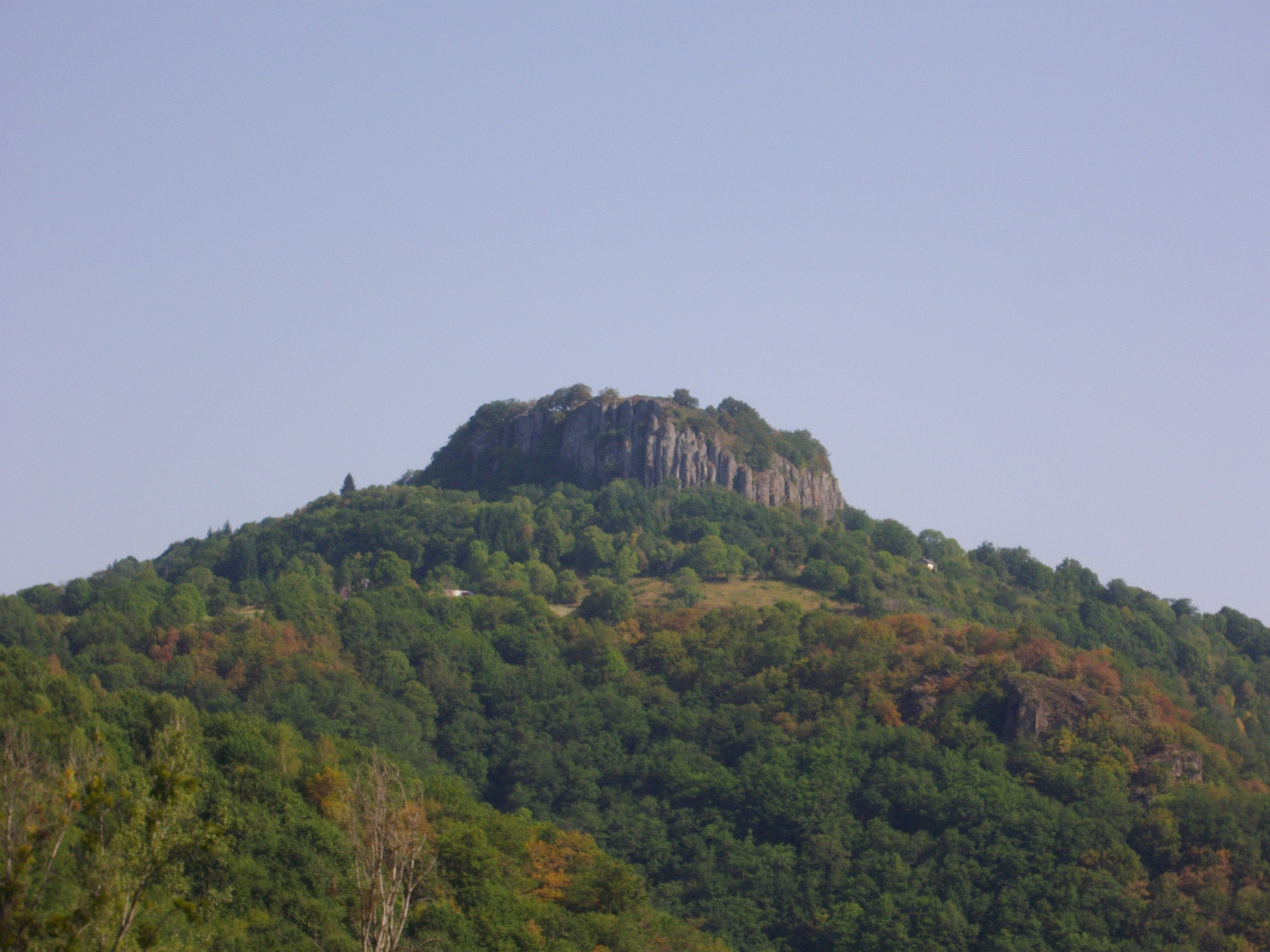
Das südliche Ende der Orgues de Bort – 753 Meter

Der Lavafluss war ursprünglich zum Tal der Proto-Dordogne hin erfolgt, die im Miozän noch wesentlich höher lag und etwas westlich von Bort-les-Orgues vorbeifloss. Die nach Osten abströmende Phonolithlava hatte sich über eine recht kurze Entfernung von nur 1500 Meter bis zu einer Flusshöhe von 80, maximal 100 Meter am gegenüberliegenden Hang der Proto-Dordogne angestaut. Die Proto-Dordogne war somit effektiv blockiert und hierdurch gezwungen, ihren Lauf weiter nach Osten in die heutige Position zu verlagern.
Durch den Abkühlungsvorgang haben sich polygonale, parallel zueinander stehende Säulen gebildet, die im Volksmund als vulkanische Orgelpfeifen bezeichnet werden – in Phonolith eher selten.
Durch Reliefumkehr wurde der Lavafluss dann in seiner heutigen dominanten Lage durch die fortschreitende Erosion herauspräpariert.
Der Lavafluss wurde mit 8 bis 6 Millionen Jahren als ausgehendes Miozän (Tortonium/Messinium) datiert und besteht petrologisch aus an SiO2 untersättigtem Phonolith. Das Vulkangestein verwittert cremefarben, zeigt aber im frischen Zustand ein durchhaltendes Grau. Als Phänokristalle sind nur blaue und schwärzliche Hauyne und dunkle Amphibole zu erkennen. Es entstammt einem Lavastadium am Nordwestabschnitt des Cantal, dem größten Stratovulkan Europas. Der Phonolith liegt auf Sedimenten des Oligozäns, die ihrerseits diskordant dem variszischen Grundgebirge auflagern. Die Caldera wird vom Ussel-Granit unterlagert, der Zentralteil des Lavaflusses bedeckt kohleführendes Oberkarbon des zum Sillon houiller gehörenden Kohlebeckens von Champagnac-Ydes und der Ostabschnitt ruht auf Orthogneisen der Artense-Serie.
Eine Besonderheit stellt der Phonolith von Ribeyrol dar – ein kleinerer seitlicher Lavafluss, der von einem an der Südseite des Hauptflusses gelegenen, 825 Meter hohen Nebenkegel ausging und zur hier auf 400 Meter Meerhöhe fließenden Dordogne recht steil nach Süden austrat. Er besitzt an seiner Sohle eine dunkle Glashaut und ist brekzifiziert. An der Westseite des Phonolithflusses wird ein Gang vermutet. Interessant sind auch zwei in der Nähe gelegene Brekzienstotzen, die zu einem phreatomagmatischen Diatrem gehören dürften. Sie führen unter anderem reichlich Granitbruchstücke des Ussel-Granits.
Erwähnenswert sind ferner mehrere kleinere benachbarte Basaltkuppen westlich von Madic, wie beispielsweise am Puy de Combret und am Puy de Couronne. Sie wurden während des initialen Basaltstadiums des Cantals gebildet.
Auf dem Plateau wurden auch geringmächtige Moränenreste mit teils recht großen erratischen Gneis- und Basaltblöcken gefunden, welche die Vergletscherung der Monts Dore und des Cantal vor Augen führen.

### Petrologie

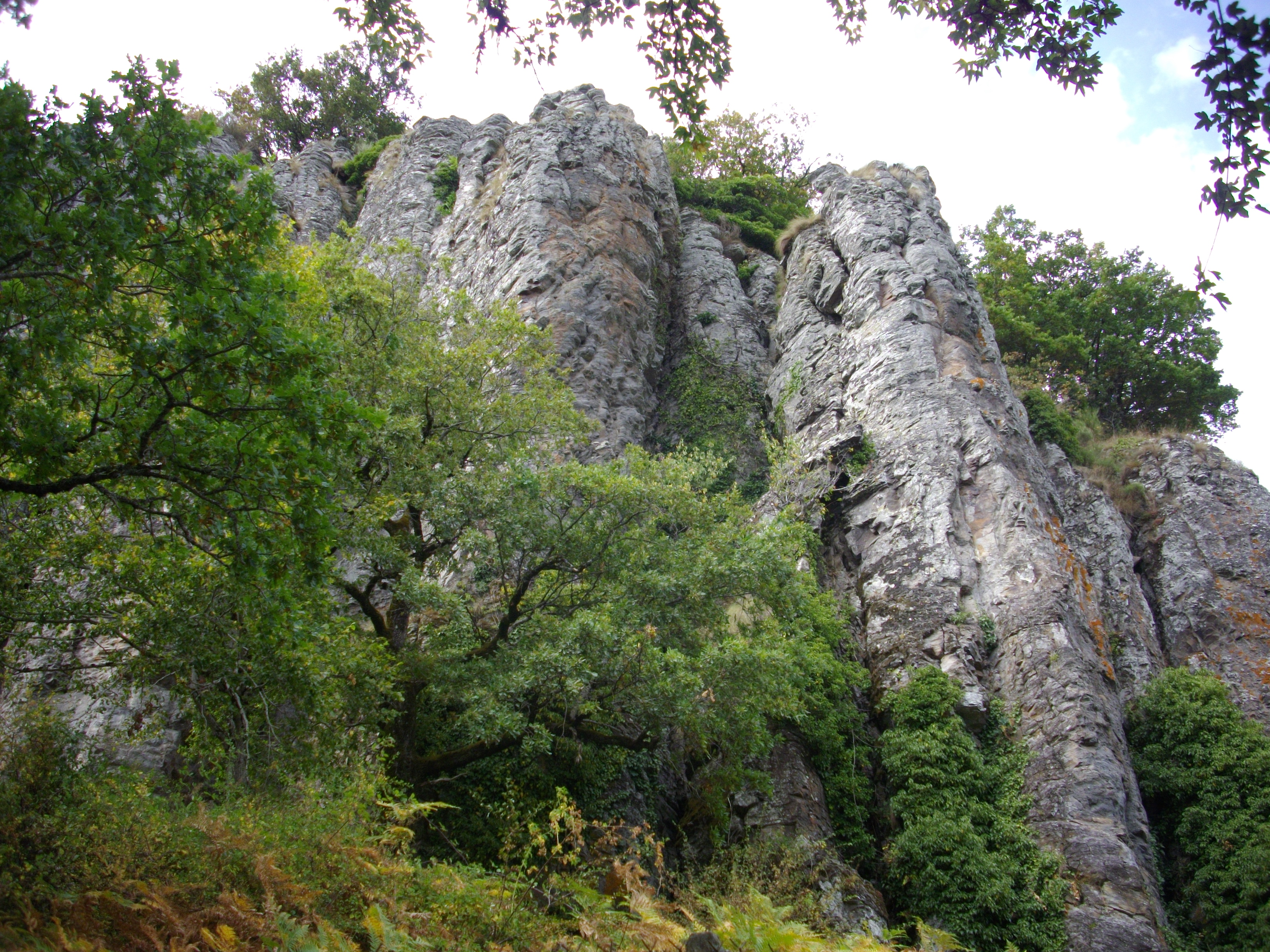
Die Orgelpfeifen

Petrologisch lassen sich im Phonolith zwei Fazies sowie ein Übergangsbereich unterscheiden. Die dunkle Fazies enthält automorph ausgebildete  Phänokristalle von Hauyn, die in ihrem Kernbereich Opakmineralien, kleine grünliche Klinopyroxene, Titanit und seltene Amphibole führen. In der Matrix schwimmen eingeregelte Alkalifeldspatmikrolithen und sehr zahlreiche automorphe Nephelinprismen. Die helle Fazies ist wesentlich reicher an den Elementen Eisen und Magnesium. Die Hauynphänokristalle sind gelblich und enthalten nur selten sich überkreuzende Opakminerale. Weitere Phänokristalle sind Klinopyroxen (zahlreich), Plagioklas (seltener), Apatit sowie Amphibolprismen, die von Klinopyroxen, Alkalifeldspat und Opakmineralen umgürtet werden. Die dunkle Fazies ist ein tephritischer Phonolith, der im Calderabereich sowie bei Puy de Bort ansteht. Die helle Fazies erscheint im Osten am Aussichtspunkt. Die Übergangsfazies liegt zwischen den beiden Extremen.

## Ökologie

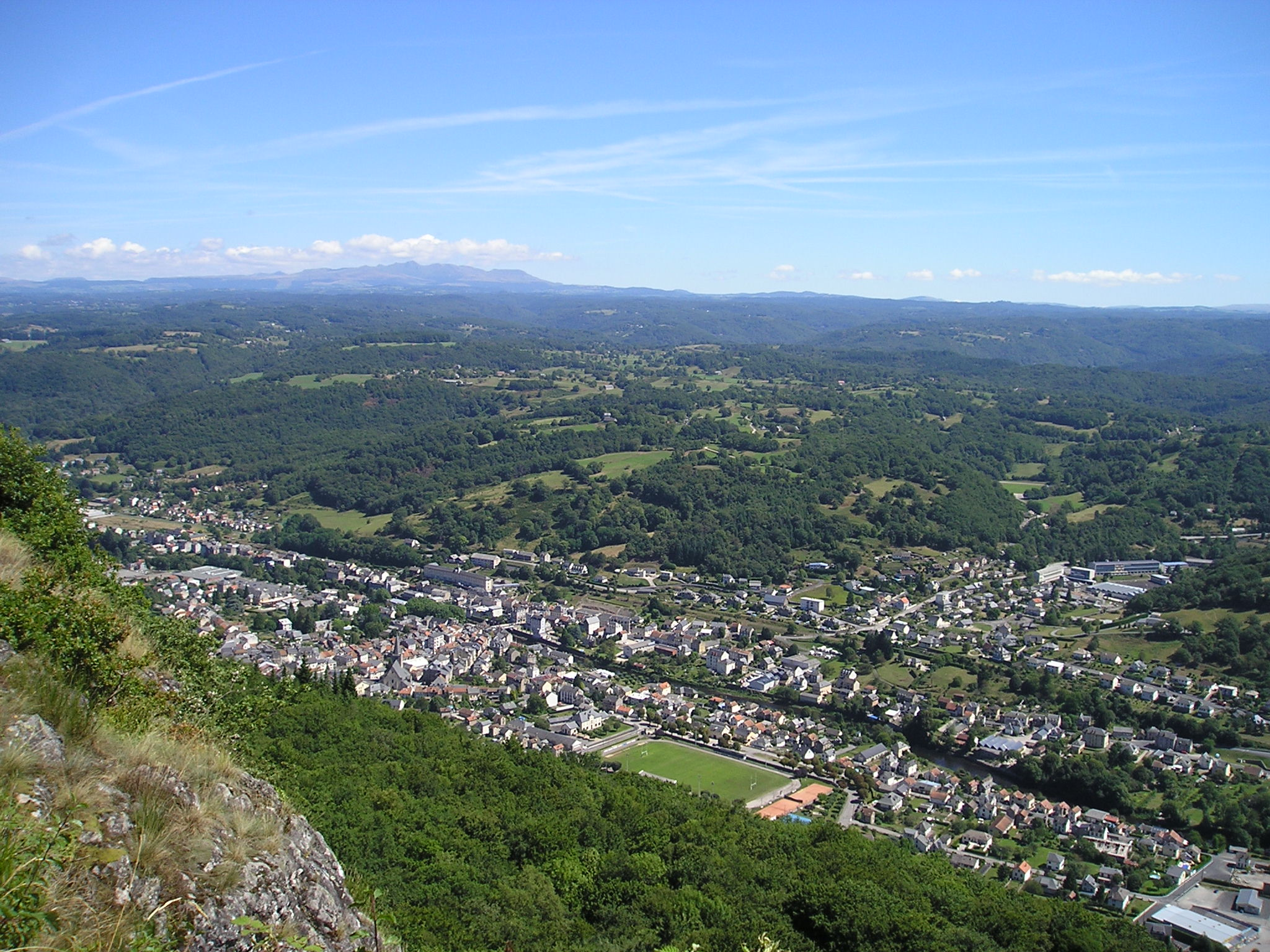
Ausblick von den Orgues auf Bort-les-Orgues und zu den Monts Dore mit dem Puy de Sancy am Horizont

Seit 1933 sind die Orgues de Bort ein klassifiziertes Naturschutzgebiet des Typus 1, im Französischen als ZNIEFF bezeichnet – Zone Naturelle d’Interêt Faunistique et Floristique. Sie fallen außerdem unter Natura 2000 wegen ihrer Fauna und Flora und insbesondere wegen ihres Reichtums an Vogelarten.

## Sportklettern
Auf der linken Wandseite des Lavaflusses wurden insgesamt 29 Kletterrouten ausgewiesen, welche fast das ganze Jahr hindurch begangen werden können und französische Schwierigkeitsgrade von 3c bis 6b3 (UIAA III bis VII+) aufweisen.